# آرتور بوروتس
آرتور بوروس (لهستانی: Artur Boruc؛ زادهٔ ۲۰ فوریهٔ ۱۹۸۰) یک بازیکن فوتبال اهل لهستان است.
وی همچنین در تیم ملی فوتبال لهستان بازی کرده‌است.